# Eska Stiftlandkraftverkehr
Die Eska Stiftlandkraftverkehr GmbH ist ein regional tätiges Busunternehmen mit Sitz in Tirschenreuth im Regierungsbezirk Oberpfalz. Das Unternehmen ist im öffentlichen Personennahverkehr (ÖPNV) sowie im Gelegenheits- und Ausflugsverkehr aktiv. Es betreibt Linien- und Schülerverkehre in mehreren Regionen der Oberpfalz.

## Tätigkeitsgebiet
Das Hauptbediengebiet der Eska Stiftlandkraftverkehr GmbH umfasst den Landkreis Tirschenreuth, den Landkreis Neustadt an der Waldnaab sowie die kreisfreie Stadt Weiden in der Oberpfalz. Darüber hinaus werden auch Verbindungen in angrenzende Regionen angeboten.
Vom zentralen Betriebshof in Tirschenreuth aus werden unter anderem sieben Buslinien im östlichen Landkreis Tirschenreuth betrieben. Weitere Verkehrsleistungen erfolgen im Rahmen von Auftragsverkehren. Diese Linien sorgen für die Anbindung ländlicher Gemeinden an regionale Zentren und überregionale Verkehrsnetze.

## Fuhrpark
Der Fuhrpark des Unternehmens umfasst derzeit 31 Busse verschiedener Hersteller. Dazu zählen Fahrzeuge der Marken Setra, Mercedes-Benz, Iveco, Volvo, Volkswagen (VW), Ford und MAN. Das Spektrum reicht von Kleinbussen und Stadtbussen über Linien- und Reisebusse bis hin zu Gelenkbussen. Diese Vielfalt ermöglicht einen flexiblen Einsatz im Linien-, Schüler- sowie Gelegenheitsverkehr.

## Leistungen
Neben dem Linienverkehr bietet die ESKA Stiftlandkraftverkehr GmbH auch umfassende Dienstleistungen im Bereich des Schülertransports, Vereins- und Betriebsausflugsverkehrs sowie für private Gruppenfahrten an.